# 法爾肯堡車站
法爾肯堡車站（荷蘭語：Station Valkenburg）是位於荷蘭林堡省赫爾河畔法爾肯堡的鐵路車站，於1853年10月23日啟用，位於馬斯垂克－亞琛鐵路上。該站是荷蘭目前使用中的最古老的車站建築。
2019年，由荷蘭鐵路舉行「2019年荷蘭最美火車站」評選，全荷蘭共有8個火車站入圍決賽。此次約有10,000名荷鐵乘客通過社交媒體參與投票；最終法爾肯堡車站得票率位居第二名，僅次於格羅寧根車站。